# Kościół Matki Bożej Częstochowskiej w Kielcach
Kościół Matki Bożej Częstochowskiej – rzymskokatolicki kościół parafialny należący do dekanatu Kielce-Zachód diecezji kieleckiej. Znajduje się w kieleckiej dzielnicy Niewachlów I.

## Historia
Świątynia została zbudowana w 1896 roku jako murowana kaplica mieszcząca obraz Matki Boskiej Częstochowskiej. W 1910 roku w kaplicy został wybudowany ołtarz.
W latach 1949–1952 kaplica została rozbudowana do rozmiarów obecnego kościoła. Budowniczym był ksiądz Jan Kanty Zeman. Projektantem rozbudowy był kielecki architekt, inżynier Bogucki. Świątynia otrzymała powierzchnię 108 metrów kwadratowych i została powiększona o zakrystię. Zostały wzniesione dwie wieże złączone balkonem, na którym w późniejszych latach została postawiona statua Niepokalanej, ufundowana przez panny na zakończenie Roku Maryjnego.
W dniu 24 kwietnia 2016 roku, w piątą Niedzielę Wielkanocną Kościół został konsekrowany przez biskupa kieleckiego Jana Piotrowskiego.

## Organy
W świątyni znajdują się organy 13-głosowe wykonane w 1985 roku przez nieznanego organmistrza.
| Manuał I 1. Pryncypał 8' 2. Flet kryty 8' 3. Oktawa 4' 4. Gemshorn 4' 5. Flet 2' 6. Mixtura 3-4x | Manuał II 1. Flet otwarty 8' 2. Salicet 8' 3. Pryncypał 4' 4. Sesquialtera 2x 5. Cymbel 3x | Pedał 1. Subbas 16' 2. Oktawbas 8' |